# White Castle (Wales)
White Castle (Welsh: Castell Gwyn) is een middeleeuws kasteel in Monmouthshire, Wales. De naam duikt voor het eerst op in de 13e eeuw en is afkomstig van de destijds wit geverfde muren. Het kasteel heette oorspronkelijk (in documenten van de Engelse schatkist) Llantilio Castle genoemd, naar het plaatsje Llantilio Crossenny.
Samen met Skenfrith Castle en Grosmont Castle behoort White Castle tot "The Three Castles", de drie kastelen in de Monnow Vallei in Monmouthshire, South Wales.